# 馬道駅
馬道駅（うまみちえき）は、三重県桑名市大字本願寺字笠松にある、三岐鉄道北勢線の駅である。駅番号はH02。

## 歴史

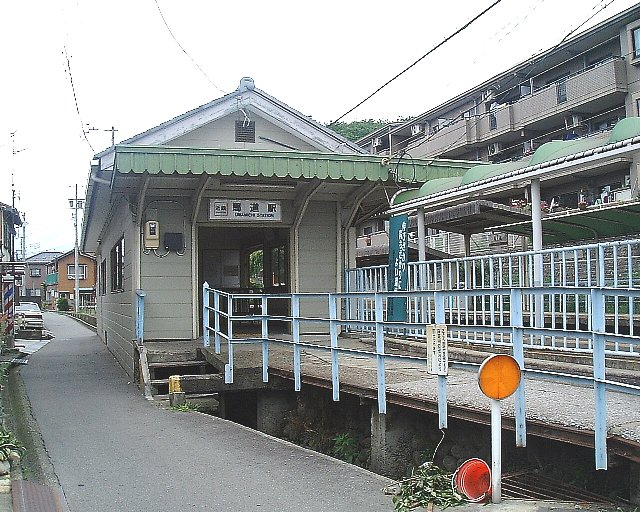
駅舎（2002年 近鉄時代）

- 1914年（大正3年）4月5日：北勢鉄道の駅として開業[1]。のちに行き違い設備が設置される。
- 1934年（昭和9年）6月27日：社名変更により北勢電気鉄道の駅となる[1]。
- 1944年（昭和19年）2月11日：会社合併により、三重交通の駅となる[1]。
- 1964年（昭和39年）2月1日：事業譲渡により、三重電気鉄道の駅となる[1]。
- 1965年（昭和40年）4月1日：近畿日本鉄道が三重電気鉄道を合併し、近鉄の駅となる[1]。
- 1979年（昭和54年）8月21日：定期券発売停止。
- 2000年（平成12年）3月1日：無人化。構内踏切・トイレ（汲み取り式）取り壊し。
- 2003年（平成15年）4月1日：事業譲渡により、三岐鉄道の駅となる[1]。
- 2004年（平成16年）4月10日：初列車より、従来の右側通行による列車行き違いを左側通行に改める。
- 2005年（平成17年）9月1日：駅舎が改装され供用開始される。駅舎内に自動券売機・自動精算機・自動改札機が設置され、東員駅からの遠隔制御による営業が開始される（下り線のみ）。
- 2006年（平成18年）3月21日：下り線ホーム阿下喜側にトイレ（水洗式）が新設される。

## 駅構造

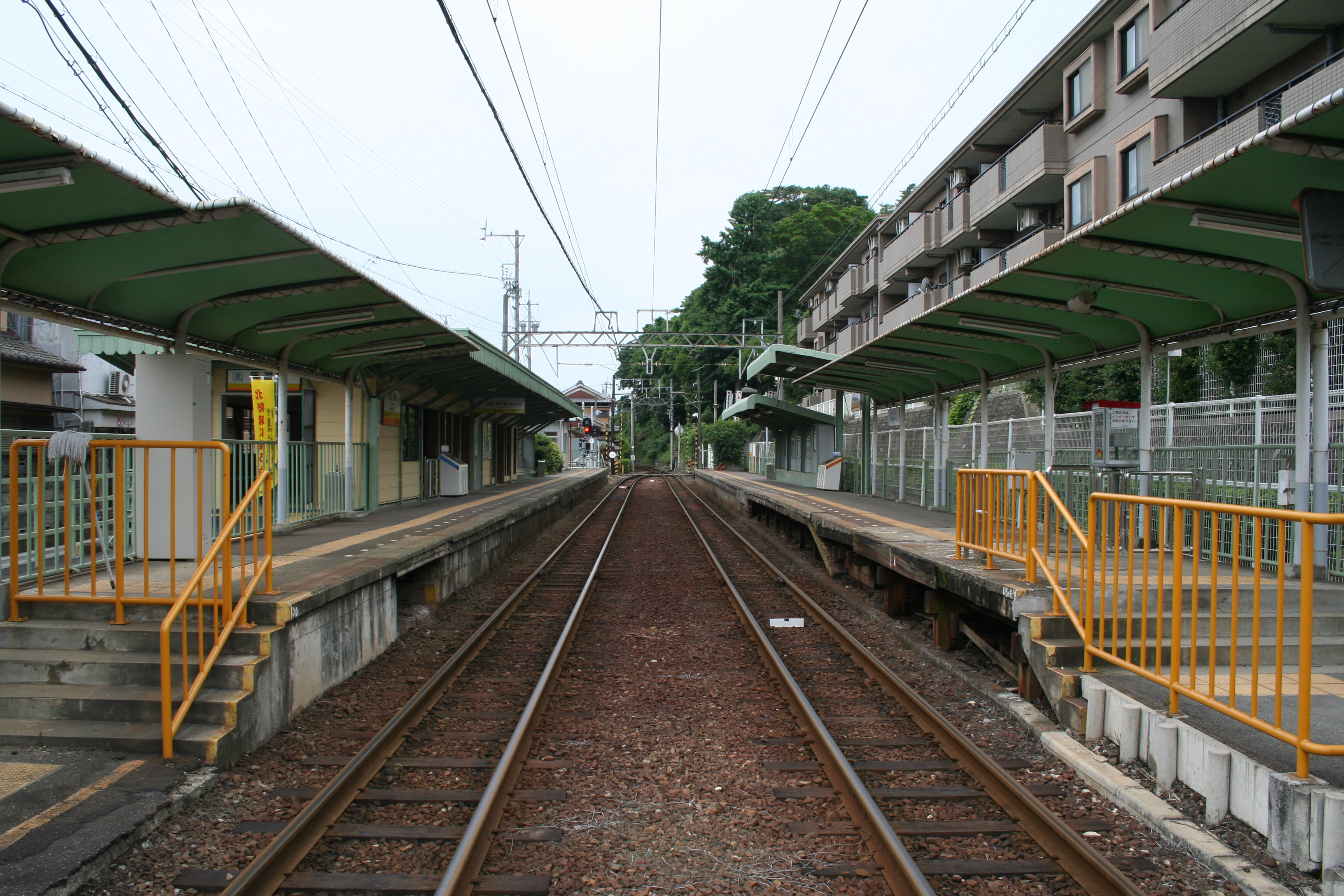
駅構内（西桑名方より見る）

相対式ホーム2面2線を持つ地上駅である。下り線ホーム側（南側）のみに駅舎がある。 改札口は上下線で分離されており、上り線には、下り線側にある駅舎を経由して行くことはできず、西桑名方の踏切から直接上る。駅舎は近鉄時代からのものであるが、2005年（平成17年）に改装工事が実施された。

### のりば
| ホーム | 路線     | 方向 | 行先       |
| ------ | -------- | ---- | ---------- |
| 1      | H 北勢線 | 下り | 阿下喜方面 |
| 2      | H 北勢線 | 上り | 西桑名方面 |

付記事項
- 駅舎は1番ホーム側にある。
- ホーム番号が付いた方面案内の看板は、下り方向（1番ホーム）のみ設置されている。

## 特徴
- 安全側線は無いため、列車行き違い時の駅構内への上下列車の同時進入は不可能である。
- 上下線の起点側に構内通路踏切があった模様。現在上り線ホームには公道から入る形であり、駅舎側から入るためには、駅の外にある踏切を渡る必要がある。
- 無人駅であるが、下り線のみ監視カメラを備え、東員駅からの遠隔監視駅となっている[2]。
- 下り線ホーム側（南側）にある駅舎には、自動券売機（1台）、自動改札機（車椅子対応のワイド型1通路）、自動精算機（1台）を備えている。
- 前述の自動券売機により普通券・回数券のみ購入が可能で、定期券の購入はできない。
- 上り線ホーム（北側）上には自動券売機等は設けられておらず、乗車駅証明書発行機とインターホンが設置されているのみである。
- 上り（西桑名方面）の利用に際しても前述の自動券売機は使用可能であるが、前述の通り券を購入後は駅舎を出て、すぐの踏切を渡って上りホームへ入ることになる。前述の乗車駅証明書発行機を利用し、降車駅で精算するという方法もある。
- トイレは下り線ホームの阿下喜方に設けられている。
- 下りホームの駅舎には冷暖房付の待合室が設置されている。
- 北勢線の他の駅にあるような無料駐車場は備えられておらず、車を駅に止めて電車を利用するパークアンドライドは不可能である。
- 駅前に車の停車スペースは無く、車で駅に送ってもらい電車を利用するキスアンドライドは不可能である。
- 駅前に小規模な無料駐輪スペースを備えている。
- タクシーの常駐はない。
- 公衆電話は設置されていない。
- バリアフリーには一部施設について対応していない（下り線の駅舎入口部分・上りホーム階段部分等）。
- 東員・阿下喜方面から乗車し、当駅で下車する場合は乗務員に切符を見せなければいけない。
- 西桑名から乗車し、当駅で降りる場合は、自動改札から出る。

## 利用状況
「三重県統計書」によると、1日の平均乗車人員は以下の通りである。
| 年度   | 一日平均 乗車人員 | 出典           |
| ------ | ----------------- | -------------- |
| 1997年 | 237               |                |
| 1998年 | 223               |                |
| 1999年 | 207               |                |
| 2000年 | 190               |                |
| 2001年 | 168               |                |
| 2002年 | 153               |                |
| 2003年 | 200               |                |
| 2004年 | 208               |                |
| 2005年 | 200               |                |
| 2006年 | 196               |                |
| 2007年 | 196               |                |
| 2008年 | 215               |                |
| 2009年 | 222               |                |
| 2010年 | 213               |                |
| 2011年 | 225               |                |
| 2012年 | 235               |                |
| 2013年 | 244               |                |
| 2014年 | 228               |                |
| 2015年 | 245               | [ 乗車人員 2 ] |
| 2016年 | 240               | [ 乗車人員 3 ] |
| 2017年 | 233               | [ 乗車人員 4 ] |
| 2018年 | 250               | [ 乗車人員 5 ] |
| 2019年 | 250               | [ 乗車人員 6 ] |
| 2020年 | 183               | [ 乗車人員 7 ] |
| 2021年 | 145               | [ 乗車人員 8 ] |
| 2022年 | 118               | [ 乗車人員 1 ] |

## 駅周辺
- 益生駅 - 近鉄名古屋線
- 三重県立桑名高等学校[4]
- 桑名馬道郵便局
- 諸戸水道遺跡
- 桑名市上野浄水場
- 走井山 - 走井山公園を併設。
- 玉三稲荷神社（伏見稲荷大社桑名支部）
- 桑名市立明正中学校[4]
- 国道421号
- 濃州道（員弁街道）[4]

## 隣の駅
三岐鉄道
H 北勢線
西桑名駅(H01) - 馬道駅(H02) - 西別所駅(H03)

### 乗車人員
1. 1 2 3  “令和6年刊三重県統計書　10 運輸･通信” (PDF). 三重県. p. 147 (2024年4月19日). 2025年1月19日時点のオリジナルよりアーカイブ。2025年1月19日閲覧。
2. ↑  “平成29年刊三重県統計書　10 運輸･通信” (PDF). 三重県 (2017年3月24日). 2025年1月19日時点のオリジナルよりアーカイブ。2025年1月19日閲覧。
3. ↑  “平成30年刊三重県統計書　10 運輸･通信” (PDF). 三重県. p. 153 (2018年3月30日). 2025年1月19日時点のオリジナルよりアーカイブ。2025年1月19日閲覧。
4. ↑  “平成31年刊三重県統計書　10 運輸･通信” (PDF). 三重県. p. 153 (2019年3月29日). 2025年1月19日時点のオリジナルよりアーカイブ。2025年1月19日閲覧。
5. ↑  “令和2年刊三重県統計書　10 運輸･通信” (PDF). 三重県. p. 153 (2020年4月27日). 2025年1月19日時点のオリジナルよりアーカイブ。2025年1月19日閲覧。
6. ↑  “令和3年刊三重県統計書　10 運輸･通信” (PDF). 三重県. p. 153 (2021年4月12日). 2025年1月19日時点のオリジナルよりアーカイブ。2025年1月19日閲覧。
7. ↑  “令和4年刊三重県統計書　10 運輸･通信” (PDF). 三重県. p. 151 (2022年3月31日). 2025年1月19日時点のオリジナルよりアーカイブ。2025年1月19日閲覧。
8. ↑  “令和5年刊三重県統計書　10 運輸･通信” (PDF). 三重県. p. 151 (2023年5月19日). 2025年1月19日時点のオリジナルよりアーカイブ。2025年1月19日閲覧。